# Pesselières
Ne pas confondre avec Pesselières, lieu-dit de Jalognes dans le Cher.
Pesselières parfois écrit Pesselière, est un hameau de Sougères-en-Puisaye. Il est situé à environ 1,5 km à l'est du bourg du village. En 2014, il est peuplé par environ cent trente habitants[réf. souhaitée].

## Géographie
Pesselières est traversé par la RD 212 en provenance de Lainsecq et à destination du hameau de Fougilet.

## Toponymie
Pesselières s'appelle Passelariae ; en 1276, Paxilleriae. Enfin, en 1308, l'appellation est Passelerez.

## Histoire

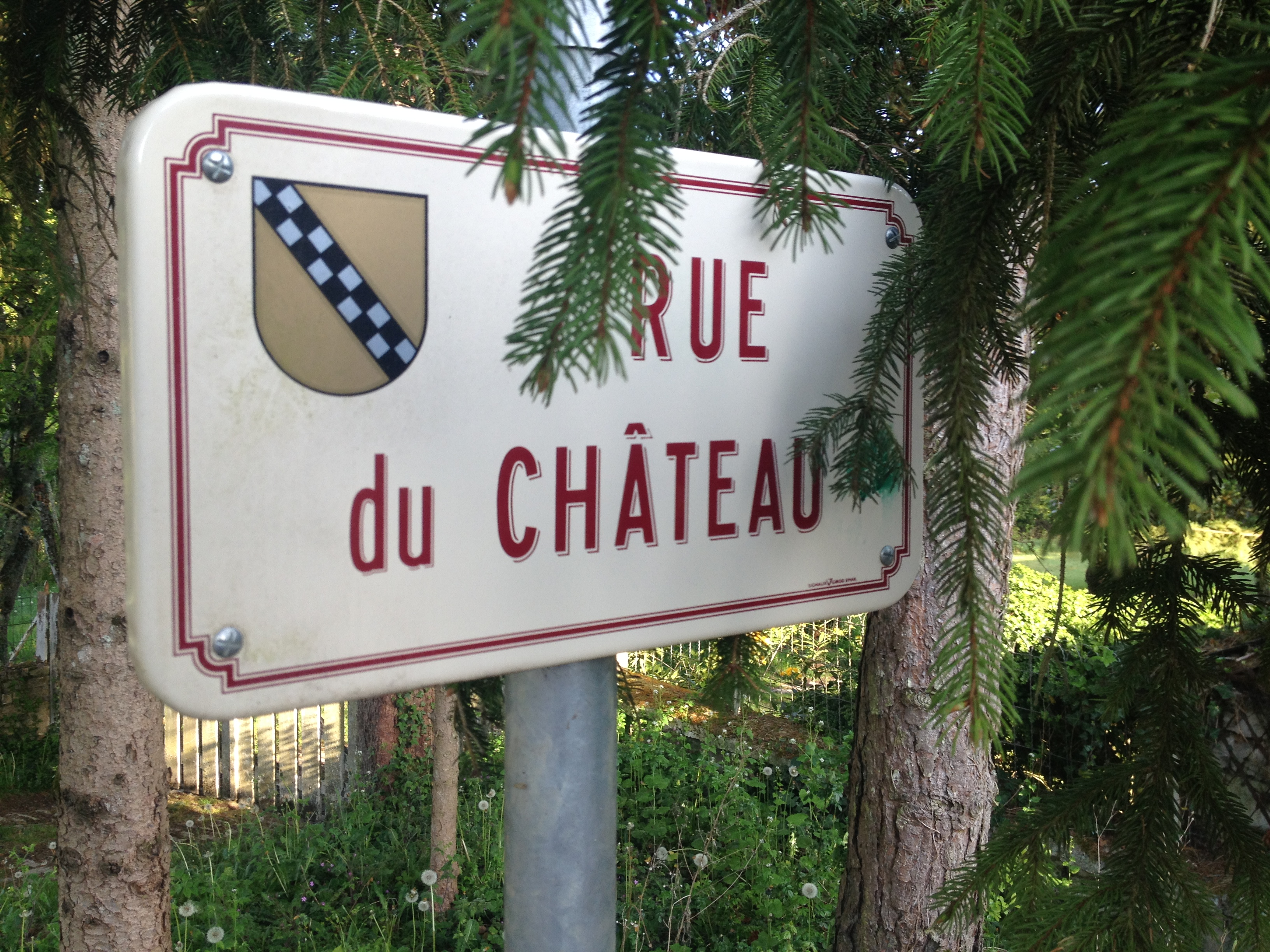
Panonceau de la rue du château.

Vathaire de Guerchy étudie la région dans les années 1920 et 1930 : il indique que vers 1860 des statuettes de divinités romaines furent découvertes à Pesselières.
Au Moyen Âge, il y a une seigneurie à Pesselières. Le seigneur occupe alors un château presque complètement détruit en 1823. Ce château accueillit Charles IX lors de son grand tour de France. Il fut également la propriété de Lepeletier de Saint-Fargeau et de ses prédécesseurs, seigneurs de Pesselières. En 2012, ne restent du château donnant sur l'actuelle « rue du château » que l'amorce des anciens fossés et le logement du fermier.
En 1855, la population du hameau est de 334 habitants.

## Culture et patrimoine
Le tilleul « Le Sully » de Pesselières a été  planté en 1598. En 1998, deux jours de fête ont marqué ses 400 ans. Sur la route de Pesselières aux Roches (autre hameau sougérois), se trouvent les cèdres de « La Lavière » : trois arbres plantés (quatre à l'origine) sur l’emplacement de sépultures particulières. Enfin, une croix est implantée place des halles et une autre plus petite à l'orée de la rue du château.

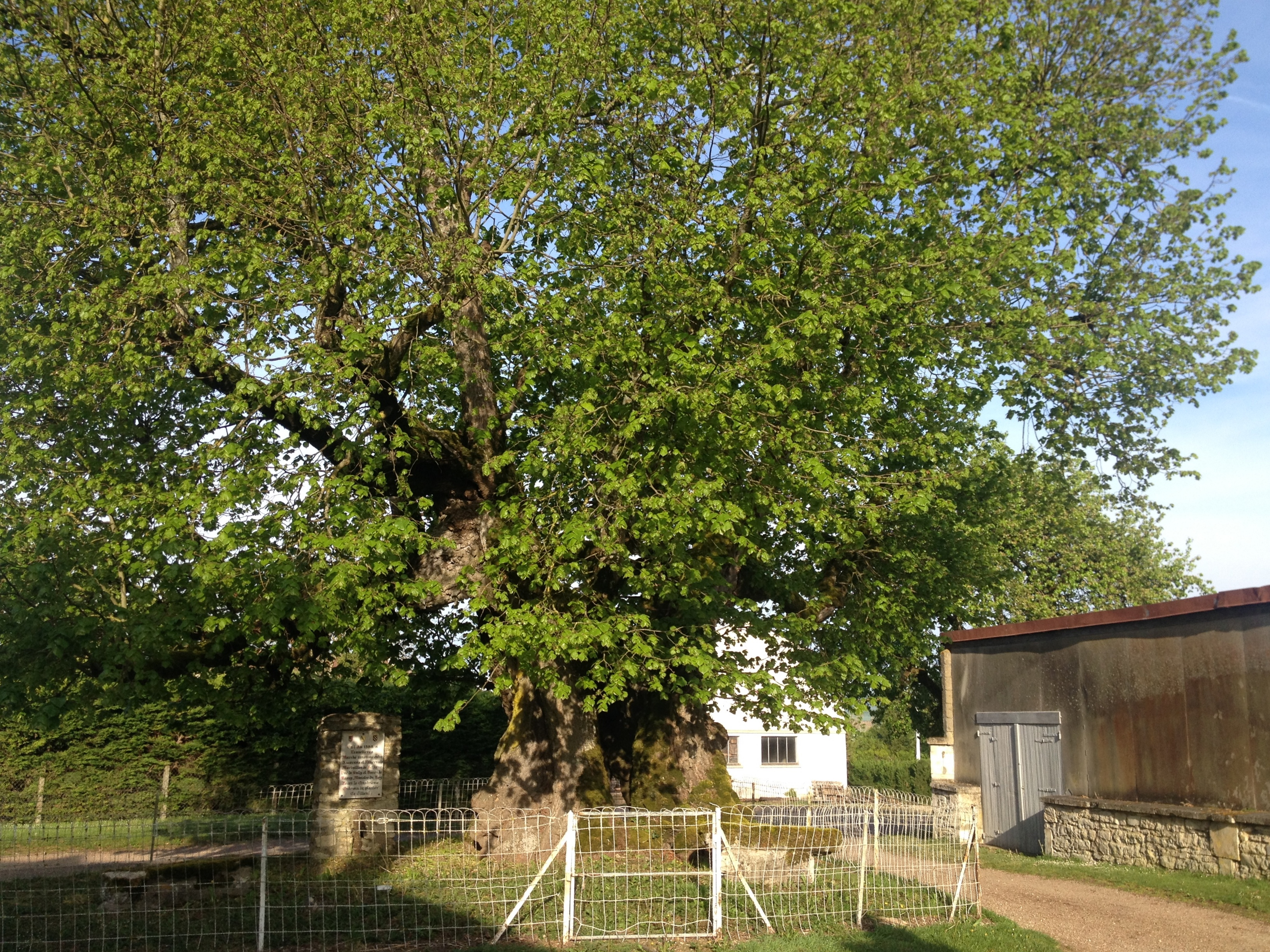
Le Sully de Pesselières en 2014.
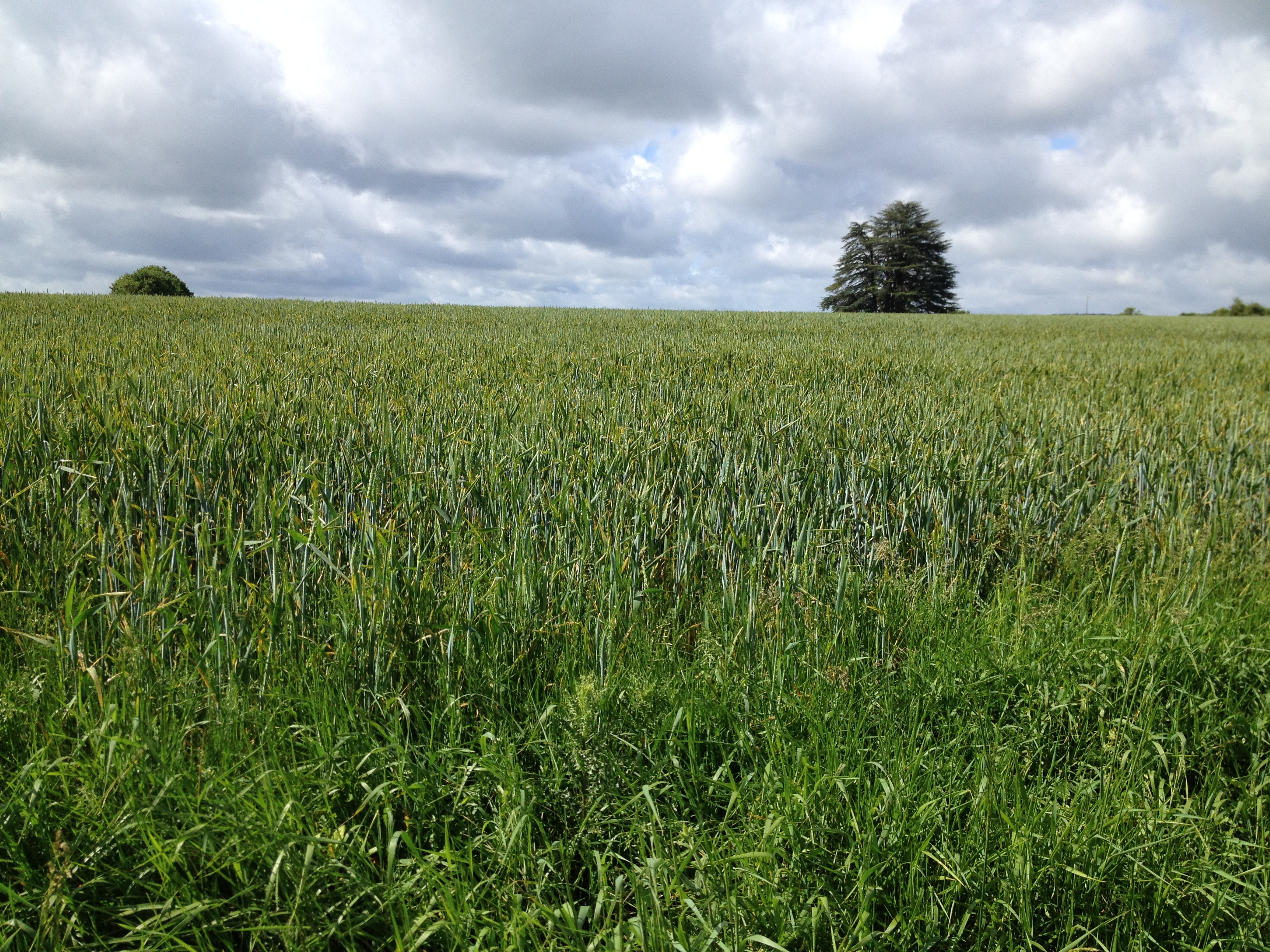
Cèdres de la Lavière (à droite).
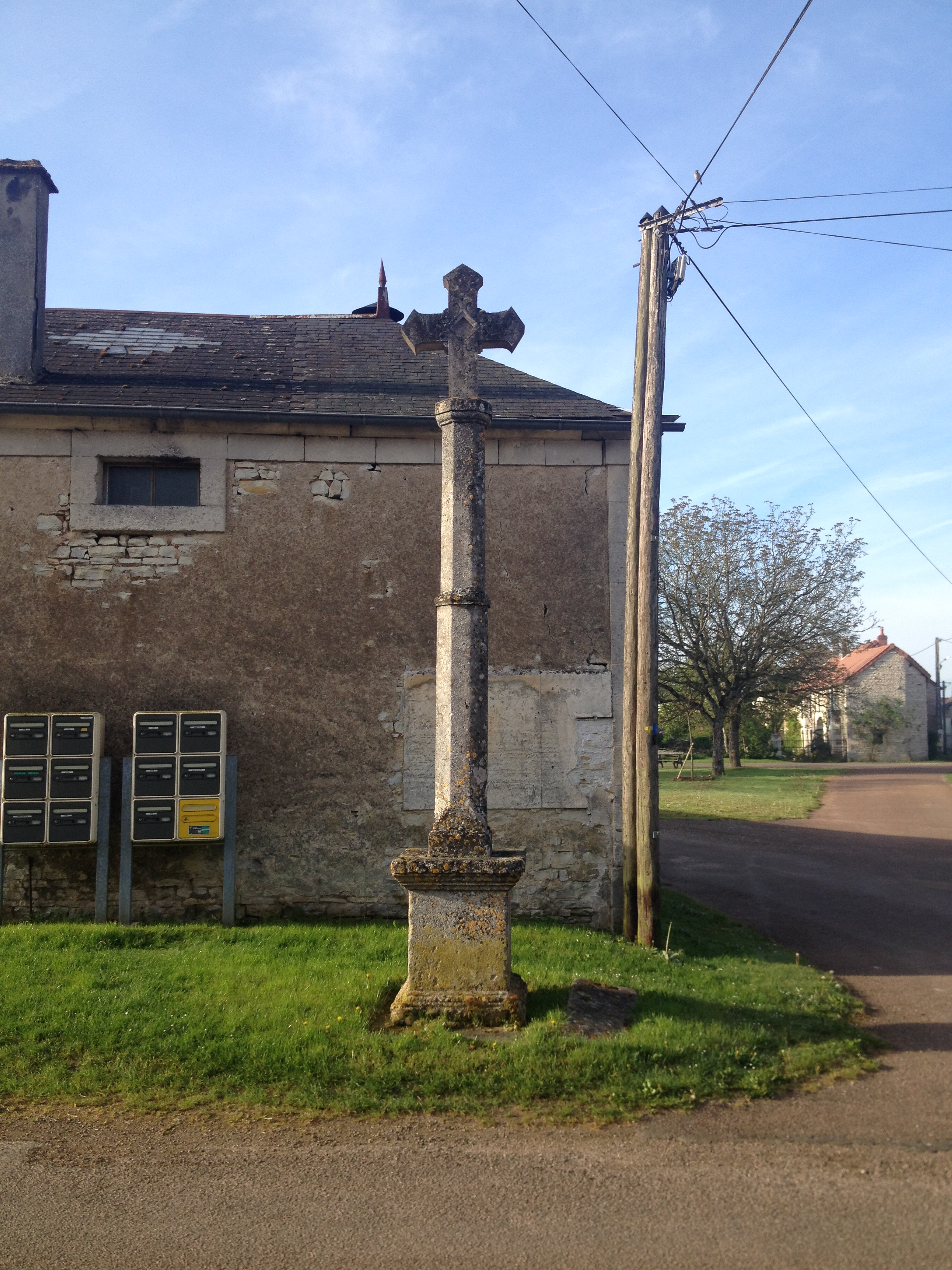
Croix de la place de la halle.
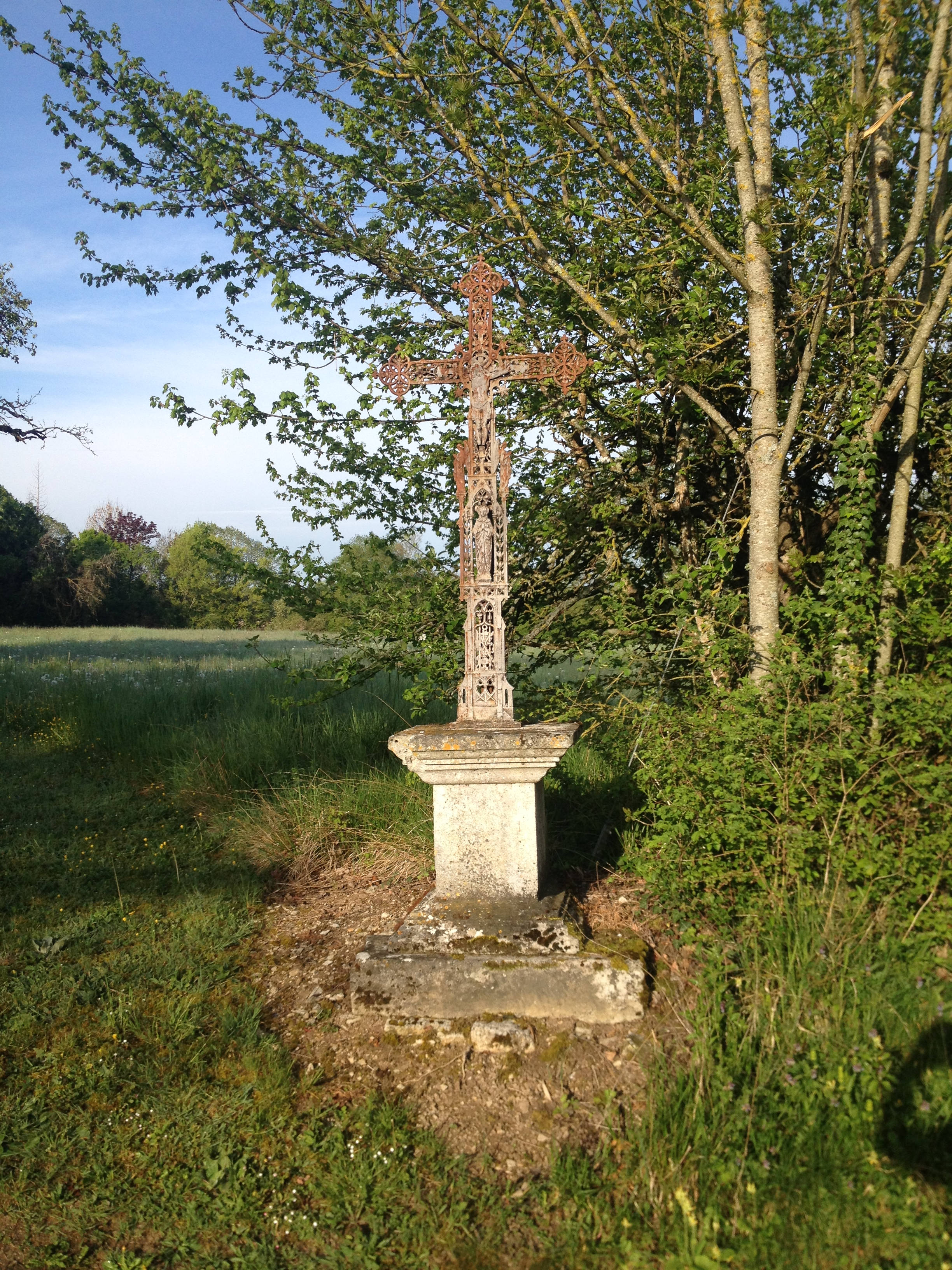
Croix à l'entrée de Pesselières, rue du château.
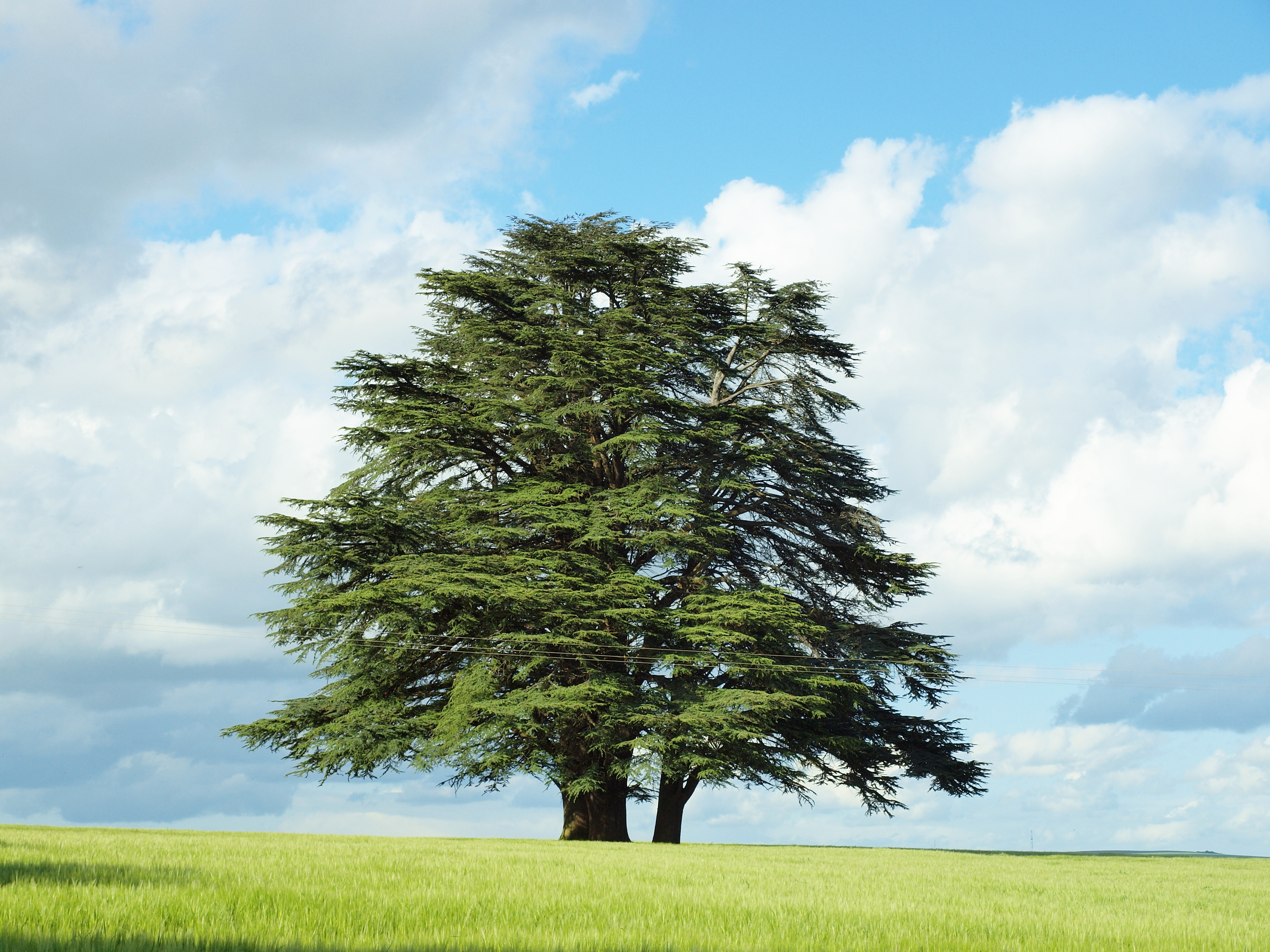
Les cèdres de la Lavière.

Il y eut jusqu'à trois moulins à Pesselières ; il est attesté que les trois ouvrages étaient en fonctionnement en 1856. Le dernier à fonctionner, le moulin « Dare-dare », cessa son activité en 1908 et fut démoli peu après.

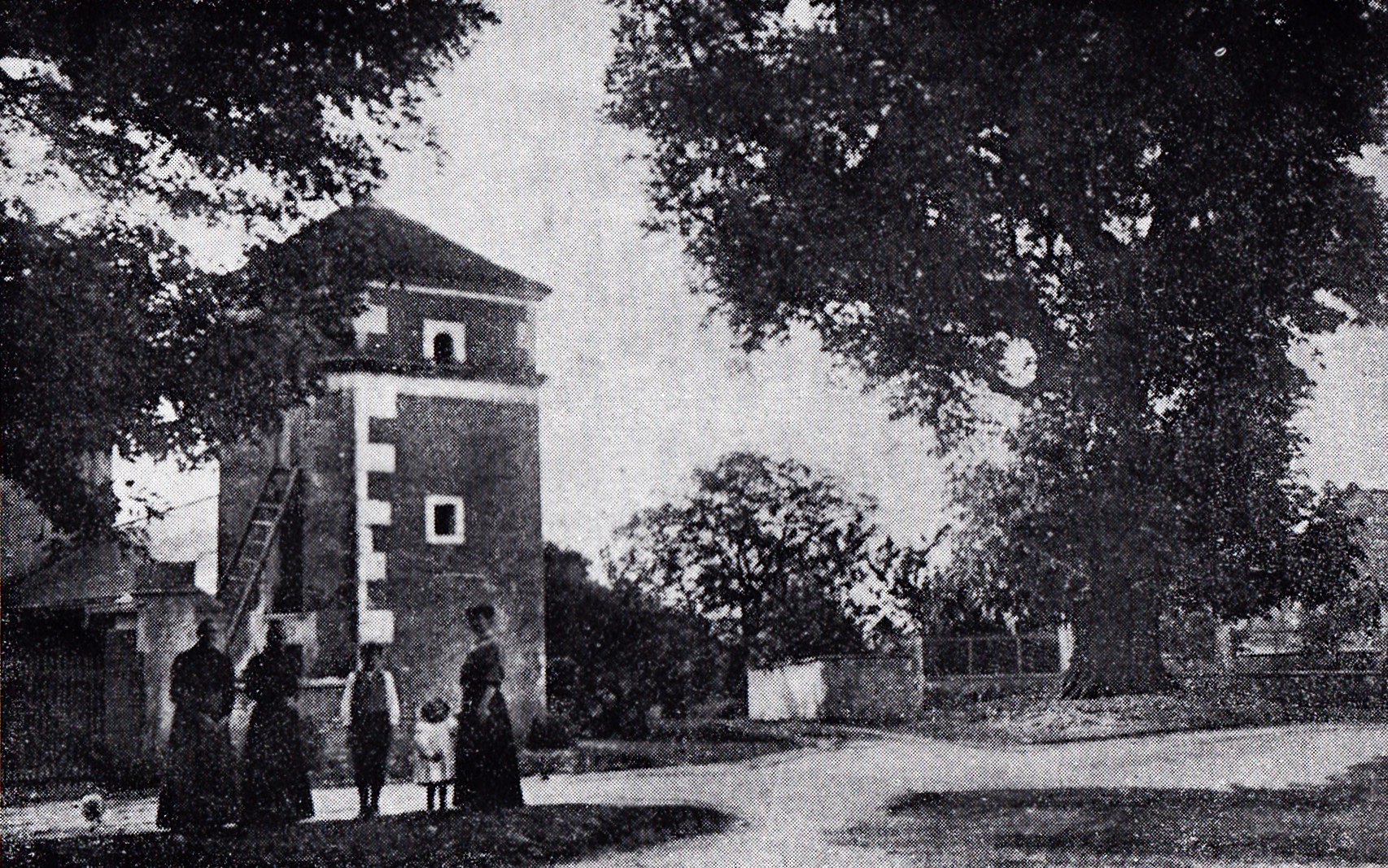
Le Sully de Pesselières au début du XXe siècle.
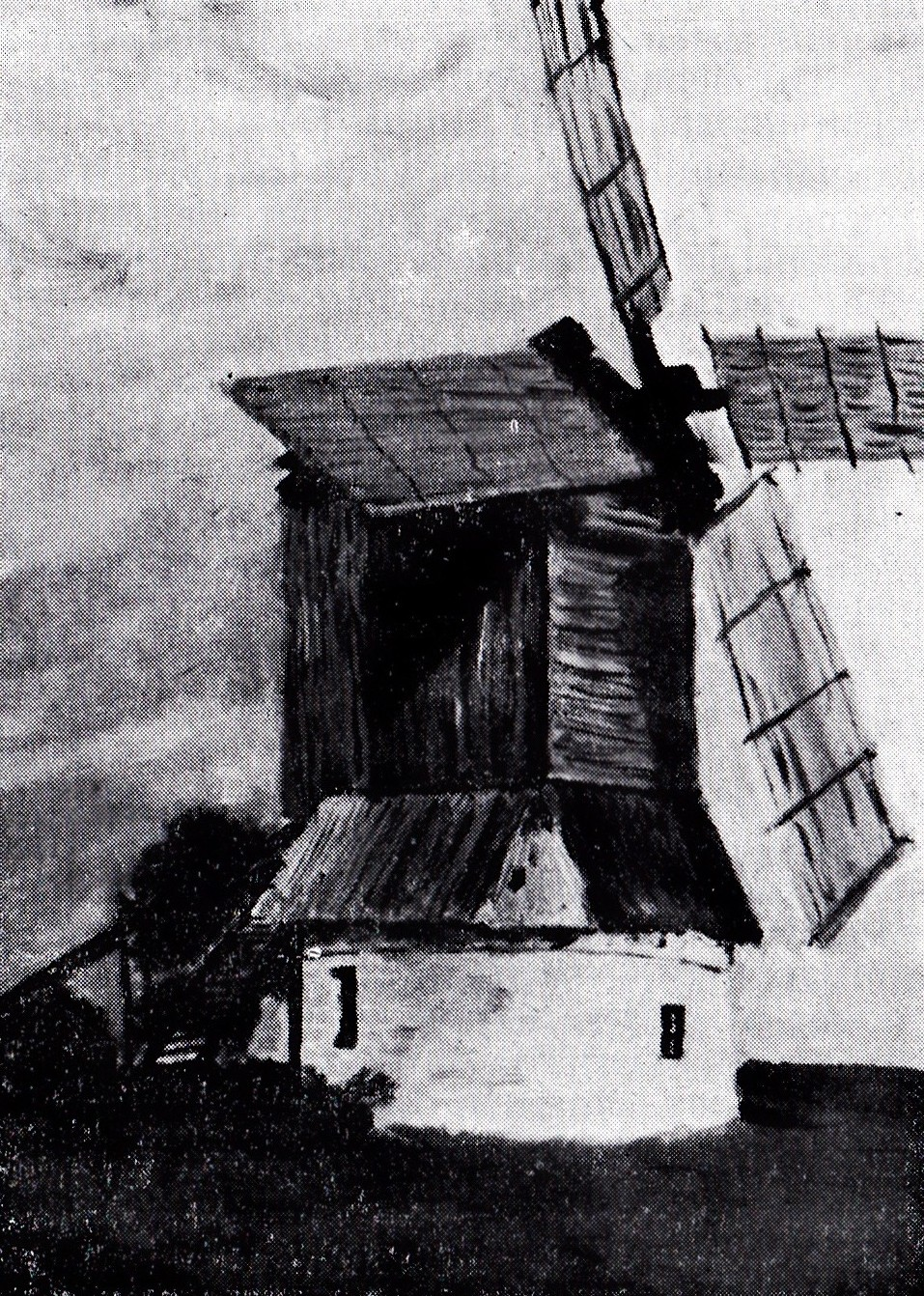
Le moulin « Dare-dare » en 1908.

## Vie associative

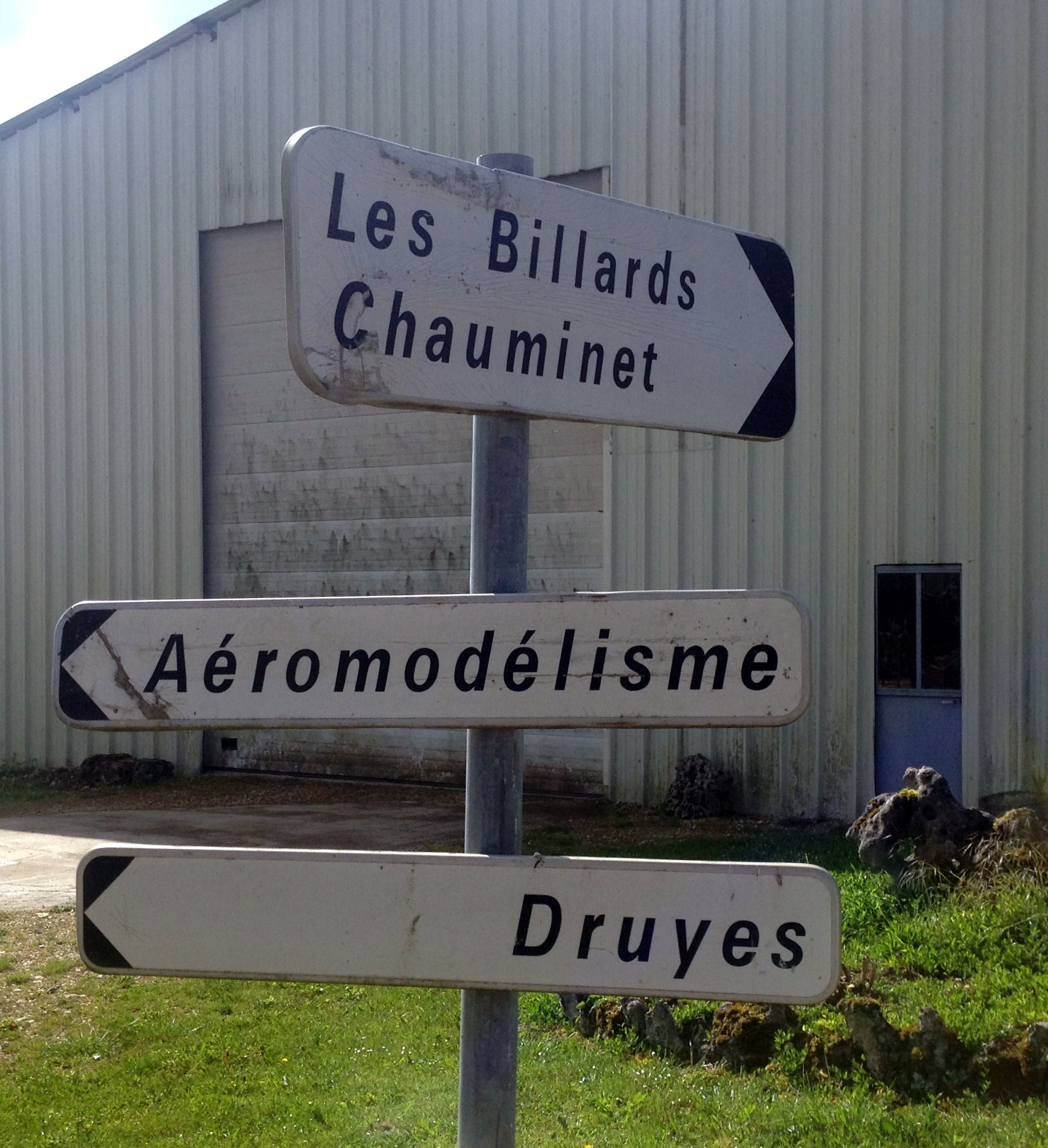
Panneau indiquant la direction de la piste de décollage aéromodéliste.

Le club d'aéromodélisme, fondé en 1968, possède sa piste de décollage sur un champ situé à proximité de Pesselières.

## Personnalités liées au hameau
- Yvette Szczupak-Thomas (1929 - 2003), artiste israélienne, est née à Pesselières. Elle évoque son enfance difficile à Fougilet dans son autobiographie Un Diamant brut.